# Giffers
Giffers (toponimo tedesco; in francese Chevrilles) è un comune svizzero di 1 606 abitanti del Canton Friburgo, nel distretto della Sense.

## Storia
Il comune di Giffers fu istituito nel 1831; nel 1850 inglobò il comune soppresso di Neuhaus, tornato autonomo nel 1895.

## Monumenti e luoghi d'interesse

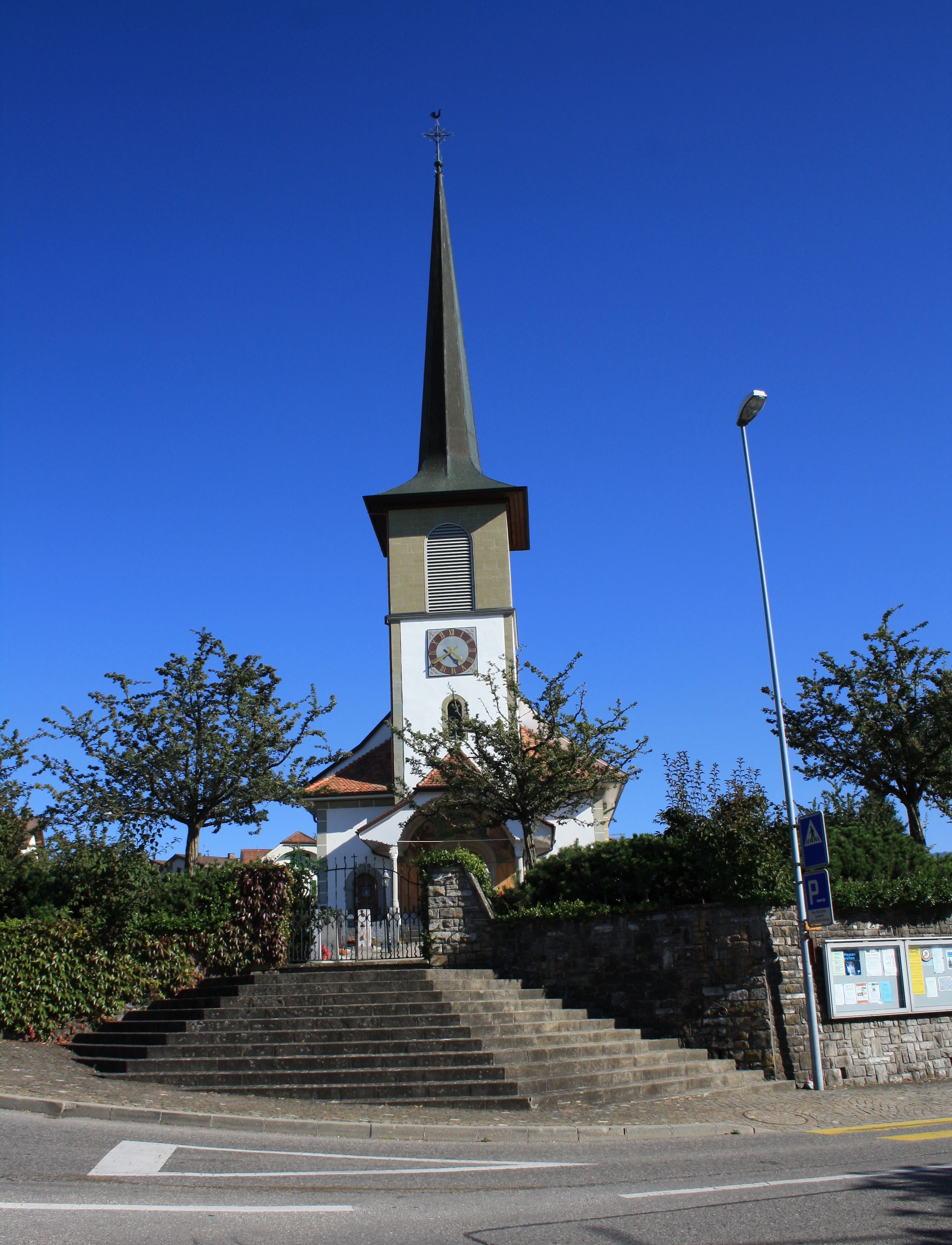
La chiesa cattolica di San Tiburzio

- Chiesa cattolica di San Tiburzio, attestata dal 1390[1].

## Società

### Evoluzione demografica
L'evoluzione demografica è riportata nella seguente tabella:
Abitanti censiti

## Geografia antropica

### Frazioni
Le frazioni di Giffers sono:
- Färtschera
- Gauchetli
- Matte
- Neustatt
- Popplera
- Vorsatz

## Amministrazione
Ogni famiglia originaria del luogo fa parte del comune patriziale che ha la responsabilità della manutenzione di ogni bene comune.